# Quinto Gargilio Marziale
Quinto Gargilio Marziale (in latino Quintus Gargilius Martialis; fl. III secolo) è stato uno scrittore romano vissuto intorno alla metà del III secolo, autore di un'opera sull'agricoltura di cui sono conservati ampi estratti.

## Biografia
È stato identificato con il comandante militare dallo stesso nome, menzionato in un'iscrizione latina del 260 come deceduto nella colonia di Auzia nella Mauretania Cesariense.
Della sua opera, probabilmente intitolata De hortis e dedicata alla coltivazione di alberi e vegetali e alle loro proprietà medicamentose, sono conservati ampi estratti nella Medicina Plinii (un anonimo manuale di ricette mediche, basato sulla Naturalis Historia di Plinio, probabilmente redatto nel IV secolo).